# Gatton, Queensland
Gatton är en ort i Australien. Den ligger i kommunen Lockyer Valley och delstaten Queensland, omkring 75 kilometer väster om delstatshuvudstaden Brisbane. Antalet invånare är 6 513.
Runt Gatton är det glesbefolkat, med 19 invånare per kvadratkilometer.. Gatton är det största samhället i trakten.
I omgivningarna runt Gatton växer huvudsakligen savannskog. Genomsnittlig årsnederbörd är 1 104 millimeter. Den regnigaste månaden är januari, med i genomsnitt 229 mm nederbörd, och den torraste är augusti, med 34 mm nederbörd.